# 韓光錫
韓 光錫（ハン・グァンソク、朝鮮語: 한광석、1918年7月5日 - 2017年2月2日）は、大韓民国の実業家、政治家。第4代韓国国会議員、参議員。本貫は清州韓氏。

## 経歴
本籍地は忠清南道扶余郡。福岡中学校、護国士官学校卒。忠清南道財産管理処調査官、大韓青年団扶余郡団団長、国民会扶余郡支部支部長、大韓貨物株式会社取締役社長、南鮮物貨株式会社理事、自由党扶余郡甲区党委員長・中央党部総務部副委員長・忠清南道党総務部長、三信文化社代表理事を歴任した。1958年の第4代総選挙では扶余甲選挙区より自由党から立候補して初当選した。1960年の第5代総選挙では参議員に当選したが、参議員在任中は反革命勢力という理由で、公民権制限審査にひっかかり、議員職を失った。5・16軍事クーデター以後は新韓党に入党し、その後統合野党の新民党に合流したが、1967年の第7代総選挙で金鍾泌と対決する直前に不出馬を表明した。その後は大韓民国憲政会常任副会長を務めた。
2017年2月2日に死去。享年98（数え年は100）。

## エピソード
2014年7月4日に梁春根が死去したことにより、明確に消息が確認される最後の参議員経験者であった。